# 西藏墨头鱼
西藏墨头鱼（学名：Garra kempi）为輻鰭魚綱鯉形目鲤科墨头鱼属的鱼类，俗名麻鱼。分布于印度以及龙川江、大盈江等。本魚體側線鱗片40至42枚，尾部具有7至8條橫條紋，體長可達11.3公分，棲息在高山溪流。

## 扩展阅读
維基物種上的相關：西藏墨头鱼